# Marc Zirlewagen
Marc Zirlewagen (* 19. Februar 1970 in Rheinfelden (Baden)) ist ein deutscher Journalist und Studentenhistoriker.

## Leben
Zirlewagen besuchte die Grundschule in Schwörstadt, das Georg-Büchner-Gymnasium in Rheinfelden und ab 1986 die Schule Schloss Salem. Nach dem Abitur genügte er 1989/90 seiner Wehrpflicht. Ab dem Wintersemester 1990/91 studierte er an der Philipps-Universität Marburg Neue Geschichte, Alte Geschichte und Politik. Zum Wintersemester 1992/93 wechselte er an die Albert-Ludwigs-Universität Freiburg. Er absolvierte Praktika beim Militärgeschichtlichen Forschungsamt in Freiburg, bei der Wehrtechnischen Studiensammlung Koblenz und der Führungsakademie der Bundeswehr in Hamburg. 1993 war er studentische Hilfskraft an der Universitätsbibliothek Freiburg. Nach einem Praktikum bei der Bundeszentrale für politische Bildung war er freier Mitarbeiter bei der Landeszentrale für politische Bildung Baden-Württemberg. Weitere Praktika leistete er bei der Oberhessischen Presse in Marburg, beim Bundespresseamt in Bonn, beim Zweiten Deutschen Fernsehen und beim Oberbadischen Volksblatt in Lörrach. Nach dem Abschluss als M.A. machte er 1997–1999 ein Volontariat beim Verlagshaus Jaumann. 1999–2000 war er Redakteur bei der Gmünder Ersatzkasse. 2001 wechselte er zur Kreditanstalt für Wiederaufbau. 2012–2014 war er Stipendiat der Stiftung Polytechnische Gesellschaft in Frankfurt am Main. Im Rahmen des regionalhistorischen Projekts „StadtteilHistoriker“ widmet er sich dabei der Geschichte der Bockenheimer Landstraße 102. Er schrieb Bücher über die Geschichte seiner Familie und über das Leben seines Großvaters, des Heitersheimer Bürgermeisters und Fabrikanten Gustav Zirlewagen (1900–1963).
Als Mitglied des VDSt Marburg und des VDSt Freiburg im Verband der Vereine Deutscher Studenten war er von 1995 bis 1998 Mitarbeiter und zuletzt Geschäftsführer im Amt für politische Bildung des VVDSt. Von 1998 bis 2000 war er Redakteur der Akademischen Blätter. 2005 gehörte er zum Gründungsvorstand der Stiftung Deutsche Studentengeschichte. Er sitzt im Kuratorium der Matthias-Glockner-Stiftung und ist Mitglied im Arbeitskreis der Studentenhistoriker. Er verfasste zahlreiche Artikel im Biographisch-Bibliographischen Kirchenlexikon (BBKL).